# Wendler

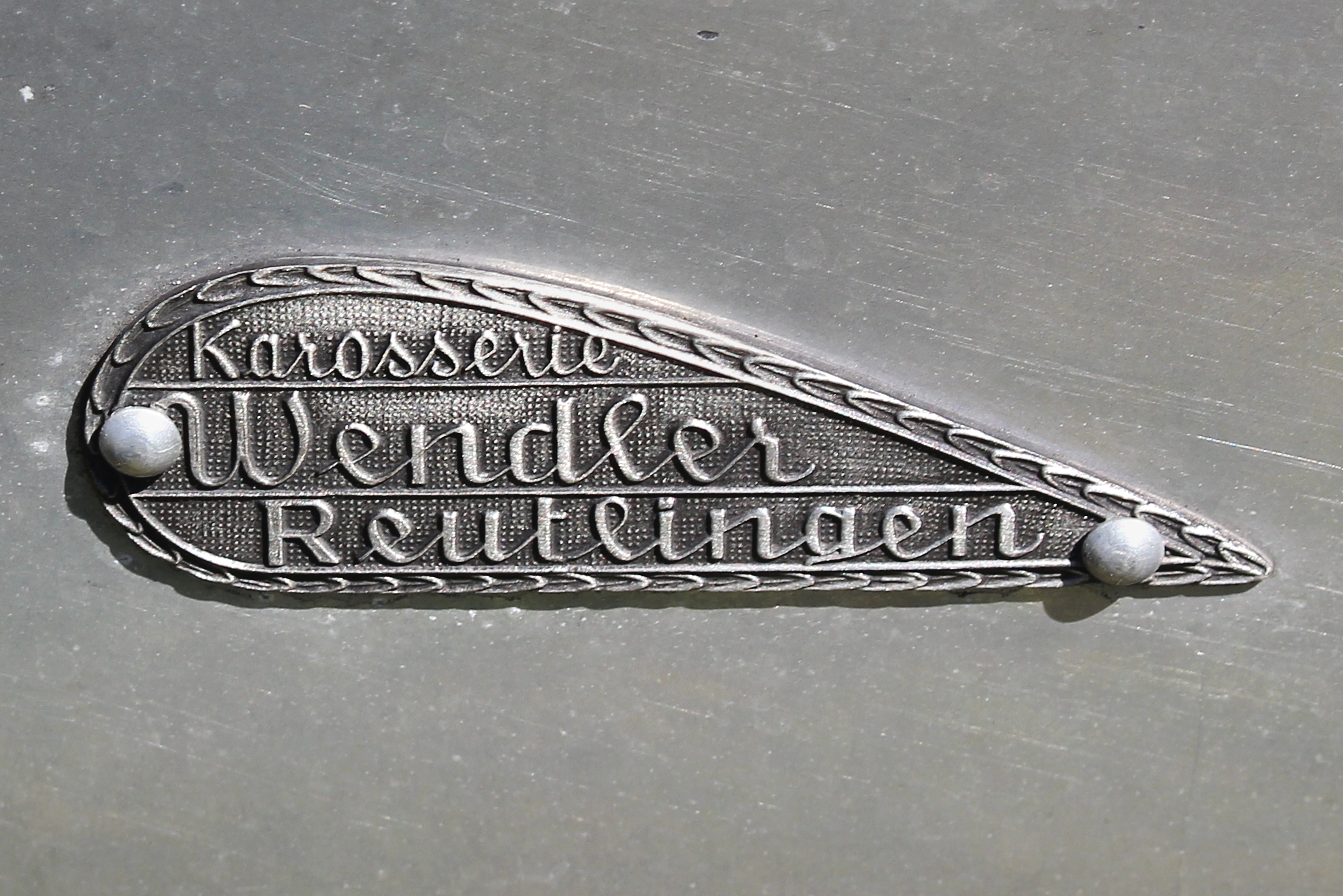
Logo van Karosserie Wendler

Wendler was een Duitse wagenmaker en carrosseriebouwer uit Reutlingen.

## Geschiedenis
Het bedrijf werd in 1840 door Erhard Wendler opgericht als wagenfabriek. Aanvankelijk werden er rijtuigen gebouwd en vanaf 1919 ook carrosserieën voor auto's. In de jaren twintig werden ongeveer 60 exemplaren gebouwd, in de jaren dertig waren er dat 250 tot 270. Het personeelsbestand bestond uit circa 100 medewerkers.
Na de Tweede Wereldoorlog hervatte Wendler de productie van autocarrosserieën, die in de moderne pontonvorm werden gemaakt. Tot eind jaren vijftig was er nog serieproductie, daarna lag de focus vooral op reparaties.
Een van de belangrijkste klanten van Wendler was Porsche, dat onder meer 90 lichtmetalen carrosserieën (volgens een andere bron ruim 100) liet bouwen voor de Porsche 550. Wendler ontwierp ook een Porsche coupé voor de 24 uur van Le Mans in 1961, maar deze werd niet gebouwd. In plaats daarvan ontwikkelde het zijn eigen op Porsche gebaseerde auto, de Wendler-Porsche W-RS 001.
Het bedrijf hield zich later bezig met restauraties van klassieke auto's en het bouwen van gepantserde limousines.
In 2000 ging Wendler failliet.

## Fotogalerij

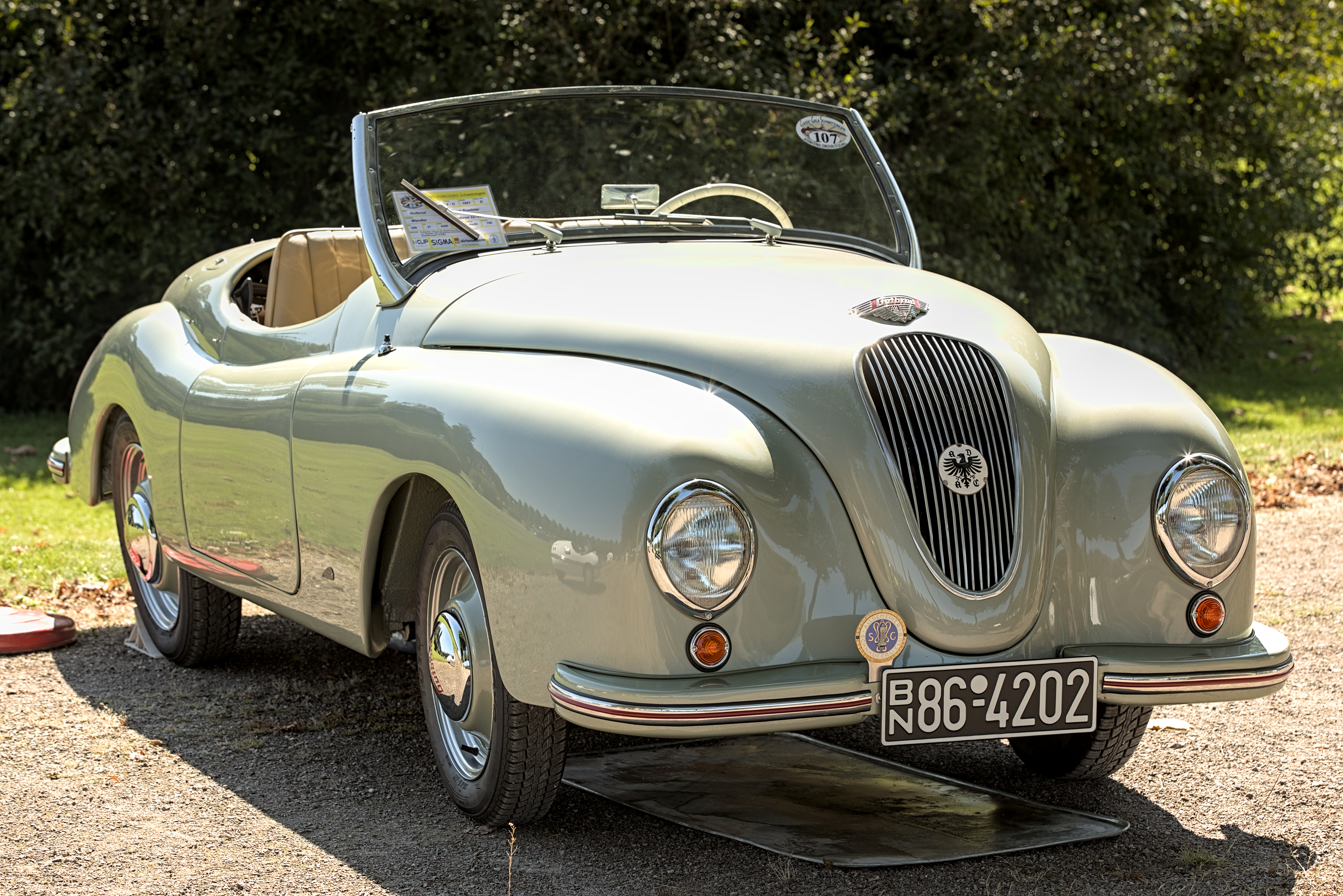
Gutbrod Superior (1951) met een carrosserie van Wendler
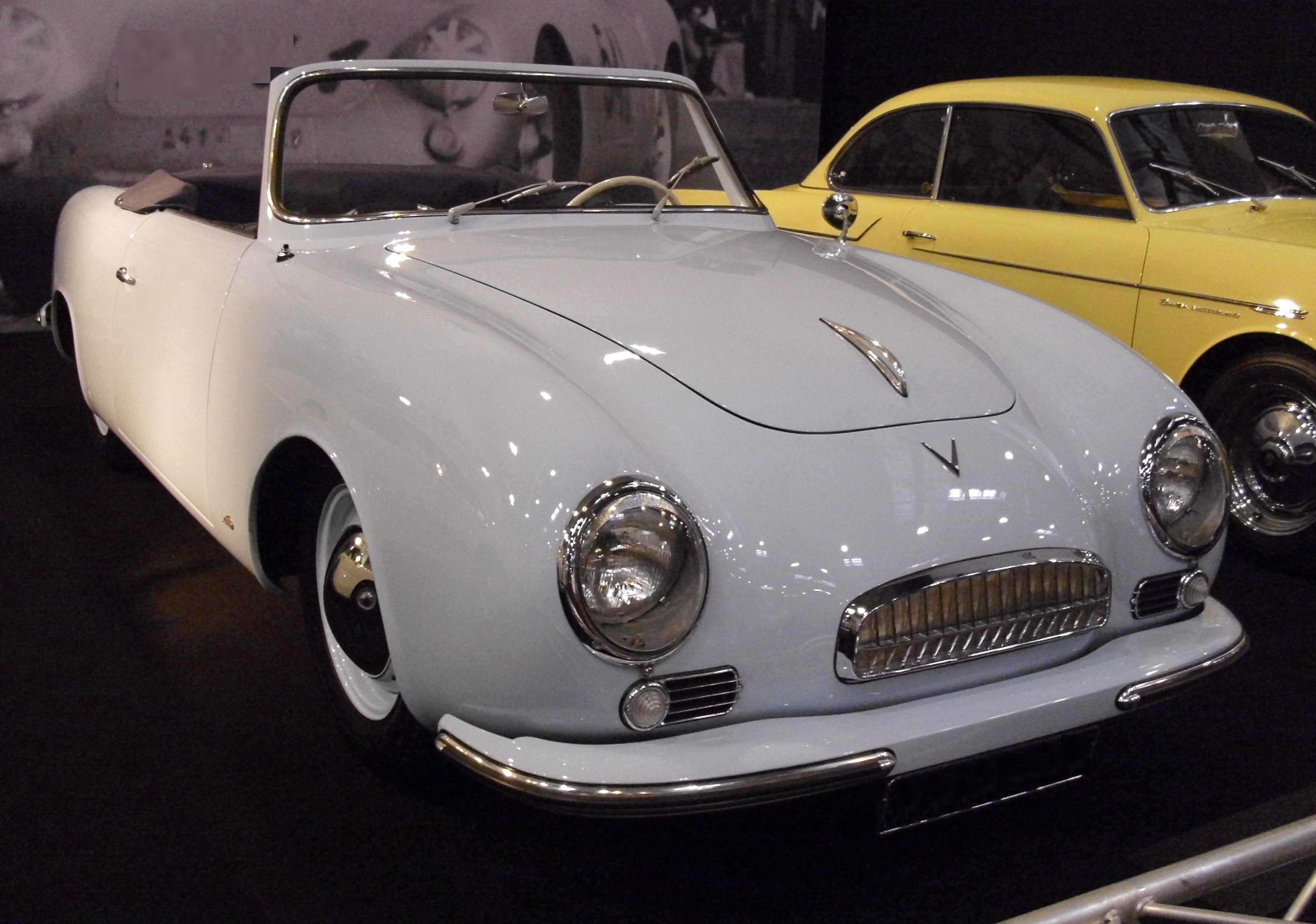
VW cabriolet (1957) met een carrosserie van Wendler
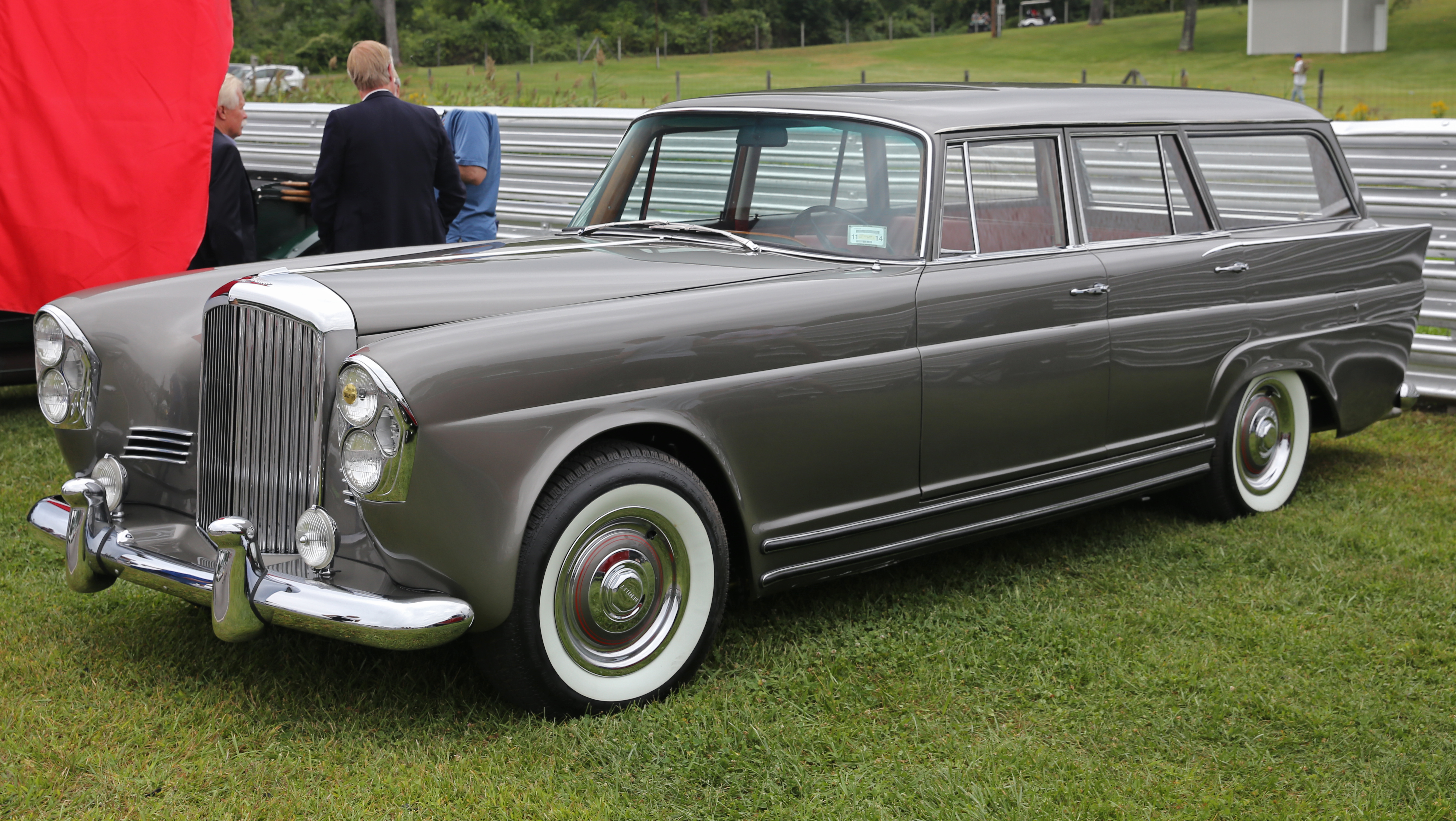
De eenmalige Bentley S2 shooting brake (1960)  van Wendler